# Asganaway
(Slogan del programma)
Asganaway è stata una trasmissione radiofonica in onda su Radio Deejay andata in onda dal lunedì al venerdì dal 14 giugno 2011 fino al 27 giugno 2014 con la conduzione di Albertino (chiamato "Il Colonnello", o anche "Alba"), Paolo Noise e Fabio Alisei e la regia di Wender e Shorty. La redazione era affidata alla centralinista Eleonora Russo, detta Ginger.

## Storia e descrizione
Nel gennaio 2011, i tre deejay Fabio Alisei, Paolo Noise e Wender (co-conduttori de Lo Zoo di 105) approdano a Radio Deejay, in seguito alla scadenza di contratto con la loro precedente radio. Durante le settimane successive al trasferimento, il trio WNA (sigla di Wender, Noise e Alisei) è costretto al silenzio radiofonico a causa del patto di non concorrenza, secondo il quale i tre deejay non possono condurre trasmissioni radiofoniche nei mesi immediatamente successivi alla scadenza del precedente contratto.
In attesa, i tre annunciano un'imminente collaborazione con Albertino, che in quel periodo sta conducendo il programma 50 songs tra le 14:00 e le 15:30. Con frequenza maggiore, la conduzione di Albertino inizia ad essere interrotta da alcuni sketch preregistrati, realizzati da WNA.
Dal 6 aprile 2011 i tre deejay iniziano a partecipare alla diretta di 50 Songs, che nel frattempo ha gradualmente mutato la formula del programma, trasformandosi in una trasmissione di stampo umoristico-demenziale, ma sempre caratterizzato da un'attenta selezione musicale. Con l'arrivo dell'estate, la trasmissione si trasferisce all'Aquafan di Riccione e assume il nome Asganaway, (che deriva da DJ Asganaway, un personaggio creato e interpretato da Wender per Lo Zoo di 105). Tale nome verrà poi mantenuto anche con la ripresa autunnale del programma e per le stagioni successive.
A partire dal 2 settembre 2013, la trasmissione adotta definitivamente l'orario 14.00-16.00.
Chiude definitivamente il 27 giugno 2014, dopo tre anni, come annunciato dal direttore di Radio Deejay Linus sul suo blog.

## Rubriche
La trasmissione era caratterizzata da diversi sketch comici, alcuni dei quali venivano riproposti regolarmente dall'inizio del programma. Tra i personaggi ricorrenti ci sono: 
- "Illusa Luisa" (interpretata da Albertino, con la voce camuffata elettronicamente): una ragazza di facili costumi che raccontava di essere stata raggirata da un personaggio di Radio Deejay, non ancora identificato, che le avrebbe promesso il successo. Insieme a lei si aggiungono la madre "Penelopa" e il cane "Sgrunt"
- "Tony Tormen": un deejay svizzero dall'accento calabrese, che si vantava di essere uno scopritore di tormentoni, nonostante trasmetta remix di brani usciti molti anni prima
- "Atahualpa" (interpretato da Paolo Noise): parodia di Adam Kadmon, afferma di prevedere il futuro
- "Dottor Tacchi" (interpretato da Fabio Alisei): un improbabile dottore che fornisce diagnosi strampalate di malattie inventate
- "Signorina Buonasera" (interpretata da Paolo Noise): un'annunciatrice di programmi TV

Un'altra rubrica ricorrente era un gioco in cui i concorrenti, previa prenotazione, dovevano rispondere alla telefonata dei conduttori intonando un brano musicale o un particolare verso, più volte modificato nel corso dei mesi.
Oltre agli sketch comici, la trasmissione era caratterizzata da una particolare programmazione musicale: in mezzo ai brani in normale rotazione, venivano anche trasmessi alcuni mash-up realizzati dagli stessi conduttori e le cover dei Fakemen, band torinese che riproponeva brani di successo traducendone il testo parola per parola.